# Cran-Gevrier
Cran-Gevrier är en kommun i departementet Haute-Savoie i regionen Auvergne-Rhône-Alpes i sydöstra Frankrike. Kommunen ligger i kantonen Seynod som tillhör arrondissementet Annecy. År 2018 hade Cran-Gevrier 18 330 invånare.

## Befolkningsutveckling
Antalet invånare i kommunen Cran-Gevrier
| Referens: INSEE |